# Edgar Savisaar
Edgar Savisaar (Harku, 31 de mayo de 1950-29 de diciembre de 2022) fue un político estonio. Fue uno de los fundadores del Frente Popular de Estonia (Rahvarinne), movimiento civil que luchó por la independencia del país báltico, y ejerció como Primer Ministro de Estonia desde el 20 de agosto de 1991 hasta el 29 de enero de 1992. Después lideró el Partido del Centro y fue alcalde de Tallin desde 2007 hasta 2015.

## Biografía

### RSS de Estonia
Edgar Savisaar nació en 1950 en una cárcel de mujeres de Harku (Estonia), donde su madre cumplía condena por activismo. A los pocos meses ella fue liberada y la familia se trasladó al condado de Põlva, para después establecerse en Tartu. En 1973 se licenció en Historia por la Universidad de Tartu. Al mismo tiempo que daba clases en un instituto, cursó estudios de posgrado en la Academia Estonia de las Ciencias. En 1980 presentó una tesis doctoral sobre filosofía y en 1982 se convirtió en profesor asociado de ese centro.
Desde 1980 hasta 1988 trabajó con las instituciones gubernamentales de la Estonia soviética en asuntos económicos. Cuando Mijaíl Gorbachov promovió la perestroika, Savisaar formó parte de la corriente del PCUS que abogaba por profundas reformas económicas y sociales.
Fue uno de los fundadores del Frente Popular de Estonia (Rahvarinne), al cual presentó en la televisión pública el 13 de abril de 1988. Aunque al principio solo era una plataforma de apoyo a la perestroika, pronto se convirtió en un movimiento político que reclamaba el restablecimiento de la independencia de Estonia. Tras las legislativas de 1989 ocupó la vicepresidencia del Consejo de Ministros del gobierno estonio (1989) y la cartera de Economía (1990). Y luego de celebrarse elecciones al Soviet Supremo de 1990, en las que Rahvarinne obtuvo mayoría, Savisaar fue designado presidente del Consejo de Ministros. Desde ese puesto se ocupó de formar un gobierno de transición cuyo presidente sería Arnold Rüütel.

### República de Estonia
Estonia proclamó su independencia de la Unión Soviética el 20 de agosto de 1991 y ese mismo día Edgar Savisaar fue nombrado Primer Ministro de Estonia.
En octubre del mismo año fundó el Partido del Centro (Keskerakond), desde el que impulsó un gobierno cuyos objetivos eran consolidar la transición a la democracia, redactar una nueva constitución y establecer la economía de mercado. Sin embargo, apenas duró cinco meses: en enero de 1992 dimitió al no poder solucionar las dificultades económicas del país. Entre 1992 y 1995 fue portavoz del parlamento (Riigikogu).
Entre el 17 de abril y el 6 de noviembre de 1995 fue ministro del Interior en el gobierno de Tiit Vähi. Sin embargo, el presidente le cesó del cargo por su presunta implicación en un caso de escuchas ilegales. En octubre, la prensa desveló que Savisaar había ordenado grabar las negociaciones de Vähl con el resto de líderes parlamentarios para formar gobierno. Savisaar sopesó retirarse de la política tras ese episodio, pero al final mantuvo el liderazgo de su formación. En 1996 fue elegido presidente del Consejo de Tallin.
Se presentó como líder del Partido del Centro a las elecciones generales de Estonia de 1999. Su partido fue el más votado con el 23,4% de los sufragios, pero quedó relegado a la oposición en virtud de un pacto del segundo, Mart Laar (Unión Pro Patria), con los reformistas y los moderados. El Partido del Centro consolidó su base de votantes con un programa social liberal que encontró el apoyo masivo de la minoría rusa.
Savisaar fue elegido alcalde de Tallin en diciembre de 2001, gracias a un pacto con los reformistas que significó la dimisión de Mart Laar, y se mantuvo al frente del consistorio hasta el 14 de octubre de 2004. En todo ese tiempo siguió liderando el Partido del Centro en las elecciones de 2003 (primera fuerza) y en las elecciones de 2007 (segunda fuerza), aunque en ningún caso pudo formar gobierno. Del mismo modo apoyó a Arnold Rüütel para la presidencia de Estonia en 2006, pero en su lugar salió elegido el socialdemócrata Toomas Hendrik Ilves.
Entre 2005 y 2007 fue nombrado Ministro de Economía y Comunicaciones en el gabinete de Andrus Ansip, y cuando tuvo que dejar la cartera en abril de 2007 se reincorporó a la alcaldía de Tallin. Savisaar logró la reelección en la capital con mayoría absoluta en las elecciones locales de 2009 y 2013, y en su mandato ha impulsado medidas como la gratuidad del transporte público para los residentes.
El 30 de septiembre de 2015 tuvo que renunciar a la alcaldía de Tallin después de que un tribunal le inhabilitara por una investigación por corrupción. En concreto, se le acusaba de haber aceptado sobornos durante su liderazgo al frente del Partido del Centro, junto a otros seis miembros de la formación. La investigación duró varios años, pero en diciembre de 2018 quedó absuelto por motivos de salud.
Savisaar apoyó en las elecciones municipales de 2021 a una alianza electoral, Vaba Eesti, que había sido acusada de promover posiciones antivacunas durante la etapa posterior al confinamiento por la pandemia de COVID-19.

### Muerte
En marzo de 2015 ingresó en urgencias con una infección causada por la bacteria streptococcus. Los médicos tuvieron que amputarle la pierna izquierda por encima de la rodilla para salvarle la vida. No obstante, nunca pudo recuperarse del todo de sus problemas de salud.
Edgar Savisaar falleció el 29 de diciembre de 2022, a los 72 años. El gobierno estonio acordó organizarle un funeral de estado.

## Controversia
En 1995 tuvo que dejar el Ministerio de Interior por su presunta implicación en un caso de escuchas ilegales a rivales políticos, que también terminó con la salida del Primer Ministro Tiit Vähi. 
Savisaar ha sido criticado por los sectores más nacionalistas de Estonia, en especial los conservadores de Unión Pro Patria y Res Publica, por su cercanía a la minoría rusa y su programa populista. A través del Partido del Centro ha mantenido buenas relaciones con Rusia Unida y el presidente ruso Vladímir Putin, y en 2010 se filtró un informe del servicio de inteligencia estonio donde se le llamaba «agente ruso», algo que él niega. A pesar de que el Centro ganó las elecciones generales de 1999 y 2003, quedó relegado a la oposición por la desconfianza que suscitaba en el resto de fuerzas.
Por otro lado, sus rivales le han acusado de desviar fondos municipales para actos de su partido.
En 2007 se posicionó en contra del traslado del soldado de bronce de Tallin, un monumento levantado durante la ocupación soviética y cuyos planes de retirada provocaron graves disturbios entre la minoría rusa y la policía. Savisaar acusó al entonces Primer Ministro, Andrus Ansip, de dividir a la sociedad estonia, y reclamó al gobierno una compensación para reparar los daños causados.